# Yalınlıgediği, Korkuteli
Yalınlıgediği là một xã thuộc huyện Korkuteli, tỉnh Antalya, Thổ Nhĩ Kỳ. Dân số thời điểm năm 2011 là 111 người.